# 睫毛点地梅
睫毛点地梅（学名：Androsace ciliifolia）为报春花科点地梅属下的一个种。

## 扩展阅读
維基物種上的相關：睫毛点地梅